# 梅尔廷根
梅尔廷根是德国巴伐利亚州的一个市镇。总面积38.42平方公里，总人口3846人，其中男性1948人，女性1898人（2011年12月31日），人口密度100人/平方公里。